# Jacques Grimaldi
Pour les articles homonymes, voir Grimaldi.
Ne doit pas être confondu avec Jacques de Monaco.
Jacques Grimaldi est un homme politique français, né le 22 février 1906 à Castirla en Corse et décédé le 15 novembre 2002 à Nice (Alpes-Maritimes).

## Carrière
Il fait des études d'avocat à Aix-en-Provence, avant de s'installer sur l'île de la Grande Comore en 1929, comme commis des services civils.
Il est conseiller de la République, puis sénateur du territoire des Comores de 1947 à 1958. En 1948, il rejoint le Rassemblement des gauches républicaines.
Il acquiert une grande fortune notamment grâce au commerce de la vanille. Il décède sans enfant en 2002, sa succession est contestée, sa femme accusant notamment le pouvoir comorien de l'avoir spoliée.